# Ewa Mijowska
Ewa Iwona Mijowska – polska chemik, profesor nauk technicznych.

## Życiorys
W 1999 ukończyła studia technologii chemicznej na Uniwersytecie im. Adama Mickiewicza w Poznaniu, w 2004 obroniła pracę doktorską, w 2008 habilitowała się na podstawie pracy zatytułowanej Badania procesów syntezy i funkcjonalizacji nanorurek węglowych do zastosowań w nanotechnologii. W 2012 uzyskała tytuł profesora nauk technicznych. Pracuje w Zachodniopomorskim Uniwersytecie Technologicznym w Szczecinie, oraz należy do Rady Dyscypliny Naukowej – Inżynierii Materiałowej ZUT.
Jest członkiem Rady NCN.